# The Simpsons (sæson 8)
Den ottende sæson af tv-serien The Simpsons blev første gang sendt i 1996 og 1997.

## Afsnit
| # | Titel | Instruktør        | Forfatter                                                 | Første sendedag   | Prod. kode |
| --- | --- | ----------------- | --------------------------------------------------------- | ----------------- | ---------- |
| 154 | "Treehouse of Horror VII"                                                                                    | Mike B. Anderson  | David S. Cohen, Dan Greaney og Ken Keeler                 | 27. oktober 1996  | 4F02       |
| Dette er det syvende halloween-afsnit i The Simpsons. De tre gyserhistorier hedder: "The thing and I" Bart opdager at han har en ond tvillingebror, der boet på loftet i 10 år. Men hvem af dem er i virkeligheden den onde tvilling...? "The Genesis Tub" Lisa vil lave et skoleprojekt, der omhandler: Opløser cola tænder? Da hun hælder cola ned i en skål, putter hun også sin tand derned.(Hun havde tabt en tand, tidligere) Hun får statisk elektricitet af Barts projekt, kommer noget af elektriciteten ned i skålen. Af det begynder der at komme liv nede i skålen. Det bliver til en mini-koloni, der mener at Lisa er Gud og at Bart er Djævlen... "Citizen Kang" De to rumvæsner Kang og Kodos klæder sig ud som Bill Clinton og Bob Dole og kidnapper de to rigtige kandidater. På den måde kan de to rumvæsner få Verdensherredømmet. Gæstestjernen er Phil Hartman som Bill Clinton. | |                   |                                                           |                   |            |
| 155 | "You Only Move Twice"                                                                                        | Mike B. Anderson  | John Swartzwelder                                         | 3. november 1996  | 3F23       |
| Homer får et job i et industriområde der hedder Cyprees Creek. Jobbet hedder Global A/S. Hans nye chef, Hank Scorpio, viser sig at være en ond forbryder, der vil herske over Verden. Og familien vil tilbage til Springfield. Gæstestjernen er Albert Brooks som Hank Scorpio. Filmen har referencer til James Bond-filmen You Only Live Twice. | |                   |                                                           |                   |            |
| 156 | "The Homer They Fall"                                                                                        | Mark Kirkland     | Jonathan Collier                                          | 10. november 1996 | 4F03       |
| Dette afsnit er til en vis grad en parodi på filmen The Harder They Fall, som også handler om boksning. I dette afsnit beslutter Homer sig for at begynde at bokse, og skal til sidst bokse mod sværvægts verdensmesteren Drederick Tatum | |                   |                                                           |                   |            |
| 157 | "Burns, Baby Burns"                                                                                          | Jim Reardon       | Ian Maxtone-Graham                                        | 17. november 1996 | 4F05       |
| I dette afsnit møder Mr. Burns sin søn, Larry Burns. Kort efter fødslen blev Larry anbragt på et børnehjem, og bor der, indtil han er 18. Derefter får han et job i en souvenir-butik. En dag kommer der et tog forbi butikken, og det viser sig, at Mr. Burns er med toget. Larry genkender ham ud fra et gammelt foto og beslutter sig for at opsøge sin far. | |                   |                                                           |                   |            |
| 158 | "Bart After Dark"                                                                                            | Dominic Polcino   | Richard Appel                                             | 24. november 1996 | 4F06       |
| Bart får et job på et bordel. | |                   |                                                           |                   |            |
| 159 | "A Milhouse Divided"                                                                                         | Steven Dean Moore | Steve Tompkins                                            | 1. december 1996  | 4F04       |
| Milhouses forældre, Kirk og Luann Van Houten, bliver skilt, og Homer begynder at frygte for sit eget ægteskab. | |                   |                                                           |                   |            |
| 160 | "Lisa's Date with Density"                                                                                   | Susie Dietter     | Mike Scully                                               | 15. december 1996 | 4F01       |
| Lisa falder for skolens bølle Nelson Muntz. | |                   |                                                           |                   |            |
| 161 | "Hurricane Neddy"                                                                                            | Bob Anderson      | Steve Young                                               | 29. december 1996 | 4F07       |
| En orkan ødelægger den altid fromme Ned Flanders' hus. Resten af Springfields borgere bygger ham en nyt hus, men da det styrter sammen, mister Ned tålmodigheden og får et raserianfald. | |                   |                                                           |                   |            |
| 162 | "El Viaje Misterioso de Nuestro Jomer (The Mysterious Voyage of Homer)" "The Mysterious Voyage of Our Homer" | Jim Reardon       | Ken Keeler                                                | 5. januar 1997    | 3F24       |
| Efter at have spist en guatemalansk chili havner Homer i en fantasiverden. | |                   |                                                           |                   |            |
| 163 | "The Springfield Files"                                                                                      | Steven Dean Moore | Reid Harrison                                             | 12. januar 1997   | 3G01       |
| På vej hjem efter en druktur på Moes taverna ser Homer et rumvæsen, men ingen vil tro på ham, så han tager tilbage med Bart for at filme det. | |                   |                                                           |                   |            |
| 164 | "The Twisted World of Marge Simpson"                                                                         | Chuck Sheetz      | Jennifer Crittenden                                       | 19. januar 1997   | 4F08       |
| Marge beslutter sig for at sælge kringler, men da salget ikke går så godt, går Homer bag om Marges ryg og henter hjælp hos Springfields mafia, men er det nu også en god ide? | |                   |                                                           |                   |            |
| 165 | "Mountain of Madness"                                                                                        | Mark Kirkland     | John Swartzwelder                                         | 2. februar 1997   | 4F10       |
| Under en firmatur bliver Homer og mr. Burns fanget i en hytte, under en lavine. | |                   |                                                           |                   |            |
| 166 | "Simpsoncalifragilisticexpiala(Annoyed Grunt)cious"                                                          | Chuck Sheetz      | Al Jean og Mike Reiss                                     | 7. februar 1997   | 3G03       |
| Marge lider af stress, så derfor ansætter familien babysitteren "Shary Bobbins". | |                   |                                                           |                   |            |
| 167 | "The Itchy & Scratchy & Poochie Show"                                                                        | Steve Moore       | David S. Cohen                                            | 9. februar 1997   | 4F12       |
| Homer lægger stemme til den ny figur i the Itchy & Scratchy Show, hunden Poochie. | |                   |                                                           |                   |            |
| 168 | "Homer's Phobia"                                                                                             | Mike B. Anderson  | Ron Hauge                                                 | 16. februar 1997  | 4F11       |
| 169 | "Brother from Another Series"                                                                                | Pete Michels      | Ken Keeler                                                | 23. februar 1997  | 4F14       |
| 170 | "My Sister, My Sitter"                                                                                       | Jim Reardon       | Dan Greaney                                               | 2. marts 1997     | 4F13       |
| 171 | "Homer vs. The Eighteenth Amendment"                                                                         | Bob Anderson      | John Swartzwelder                                         | 16. marts 1997    | 4F15       |
| 172 | "Grade School Confidential"                                                                                  | Susie Dietter     | Rachel Pulido                                             | 6. april 1997     | 4F09       |
| 173 | "The Canine Mutiny"                                                                                          | Dominic Polcino   | Ron Hauge                                                 | 13. april 1997    | 4F16       |
| 174 | "The Old Man and the Lisa"                                                                                   | Mark Kirkland     | John Swartzwelder                                         | 20. april 1997    | 4F17       |
| 175 | "In Marge We Trust"                                                                                          | Steven Dean Moore | Donick Cary                                               | 27. april 1997    | 4F18       |
| 176 | "Homer's Enemy"                                                                                              | Jim Reardon       | John Swartzwelder                                         | 4. maj 1997       | 4F19       |
| Den hårdt arbejdende Frank Grimes får et job på Springfields atomkraftværk, med kontor lige ved siden af Homer. Frank bliver drevet til vanvid af Homers inkompetence og beslutter sig for at vise alle, hvor dum Homer egentlig er, men det går ikke helt som forventet. | |                   |                                                           |                   |            |
| 177 | "The Simpsons Spin-Off Showcase"                                                                             | Neil Affleck      | David S. Cohen, Dan Greaney, Steve Tompkins og Ken Keeler | 11. maj 1997      | 4F20       |
| 178 | "The Secret War of Lisa Simpson"                                                                             | Mike B. Anderson  | Richard Appel                                             | 18. maj 1997      | 4F21       |